# Svevideće oko
Svevideće oko ili Oko Providnosti, simbol je koji prikazuje oko, često smješteno unutar trokuta i okruženo zrakama svjetlosti ili aureolom. Ovaj simbol simbolizira Providnost, odnosno božansko nadgledanje i brigu, predstavljajući oko koje motri nad djelima čovječanstva. Jedan od najpoznatijih primjera svevidećeg oka nalazi se na poleđini Grba Sjedinjenih Američkih Država, koji je također prikazan na novčanici od jednog američkog dolara.
Svevideće oko često se povezuje s duhovnim, filozofskim i ezoterijskim značenjima. Simbol se kroz povijest koristio u raznim kulturama i organizacijama, uključujući kršćanstvo, gdje je predstavljao Božje sveprisutno i sveznajuće oko, te u slobodnom zidarstvu, gdje simbolizira božansku mudrost i prosvjetljenje. Njegova uporaba na američkom grbu i dolaru odražava simboličku povezanost između božanske providnosti i temelja na kojima su utemeljene Sjedinjene Američke Države.

## Uporaba od strane vlada i konfederacija

### Sjedinjene Američke Države
Godine 1782., svevideće oko usvojeno je kao dio simbolike na poleđini Grba Sjedinjenih Američkih Država. Prvi put je predloženo kao element pečata od strane prvog od tri odbora za dizajn 1776. godine, a smatra se da je taj prijedlog potekao od umjetničkog savjetnika Pierrea Eugenea du Simitiera. U to je vrijeme Oko bilo uobičajeni simbol Božje dobroćudne nadglednosti.
U svom prvotnom prijedlogu odboru, du Simitiere je postavio Oko iznad grbova koji su simbolizirali svaku od originalnih trinaest država Unije. U konačnoj inačici grba, koja je odobrena, Oko se nalazi iznad nedovršene piramide s trinaest stepenica (koje simboliziraju izvorne države, ali i potencijal budućeg rasta nacije). Ova simbolika objašnjena je motom iznad Oka: Annuit Cœptis, što znači "On odobrava [naša] djela" (ili "odobrio je").
Zbog svoje upotrebe u dizajnu američkog grba, Oko je pronašlo svoje mjesto i u drugim američkim grbovima i logotipima, poput: Grba države Colorado, Gradskog grba Kenoshe u Wisconsinu, kao logotipa Ureda za informacijsko djelovanje DARPA-e. 
Svevideće oko korišteno je na raznim oblicima američke valute tijekom povijesti, uključujući: novčanicu od jednog američkog dolara (kao dio Grba), bakrene kovanice koje je izdala Republika Vermont, uzorke prvih kovanica pod upravom Sjedinjenih Američkih Država iz 1783. kao i bakrenjake iz 1783. i 1785. godine.

### Druge zemlje
Svevideće oko pojavljuje se na nekoliko litvanskih grbova, uključujući one gradova: Alovė, Baisogala, Kalvarija, Plungė (i zastava) te Šiauliai (i zastava).
Svevideće oko nalazi se na grbovima: Victorije (Kanada), Braslav (Bjelorusija), Nemana (Rusija), Radekhiva (Ukrajina), Radzymina i Wilamowicea (Poljska). Simbol je također bio dio zastave i grba Konfederacije Ekvatora, kratkotrajne pobunjeničke republike iz 1824. u sjeveroistočnim provincijama Brazila. U Ujedinjenom Kraljevstvu simbol je bio dio oznake Guards Division (pješaštvo Britanske vojske), osnovane 1915. godine.  
U Estoniji, na novčanici od 50 kruna prikazano je Oko kao dio orgulja crkve u Käinu. Slično, stara ukrajinska novčanica od 500 grivnji također prikazuje Oko.  
Oko je uključeno u prvotno izdanje Deklaracije o pravima čovjeka i građanina u Francuskoj, koja također preuzima ikonografiju iz Deset zapovijedi. Slično, simbol se nalazi na naslovnici Ustava Kneževine Srbije iz 1835. godine. U Nigeriji, simbol Oka dio je logotipa Carinske službe Nigerije.  

## Slobodno zidarstvo
Danas se Svevideće oko često povezuje sa slobodnim zidarstvom, a prvi se put pojavilo kao dio standardne ikonografije slobodnih zidara 1797. godine u knjizi The Freemason's Monitor Thomasa Smitha Webba.
U tom kontekstu, Oko, koje predstavlja svevideće oko Boga, služi kao podsjetnik da su ljudske misli i djela uvijek pod Božjim nadzorom. U slobodnom zidarstvu, Bog se naziva Velikim arhitektom svemira. Tipično, masonsko Svevideće oko ima polukružnu svjetlost ispod sebe, a ponekad je smješteno unutar trokuta.
Među teoretičarima urote popularna je tvrdnja da Svevideće oko, prikazano iznad nedovršene piramide na Grbu Sjedinjenih Američkih Država, ukazuje na utjecaj slobodnog zidarstva u osnivanju države. Međutim, uobičajena masonska uporaba Oka datira 14 godina nakon stvaranja Grba. Osim toga, jedini slobodni zidar među članovima različitih odbora za izradu Grba bio je Benjamin Franklin, čije ideje za grb nisu bile prihvaćene. Također, razne masonske organizacije izričito su opovrgnule bilo kakvu povezanost s nastankom Grba.

## Uporaba u religiji

### Kršćanstvo
Povezanost Oka s konceptom Božje providnosti prisutna je u kršćanstvu. U kasnorenesansnoj europskoj ikonografiji, Oko okruženo trokutom bilo je izričit simbol kršćanskog Presvetog Trojstva. Svevideće oko kasnije je naslikano iznad prikaza triju lica u Pontormovom djelu Večera u Emausu iz 1525. godine.
U 17. stoljeću prikazi Oka ponekad su ga okruživali oblacima ili sunčevim zrakama. Oko Božje unutar trokuta i dalje se koristi u crkvenoj arhitekturi i kršćanskoj umjetnosti kao simbol Presvetog Trojstva, Božje svemoći, sveprisutnosti i božanske providnosti.
Svevideće oko istaknuto je na sljedećim građevinama Katoličke Crkva, Pravoslavlja i Crkve Isusa Krista svetaca posljednjih dana:
- Isusovačka crkva u Mannheimu, Njemačka
- Kazanjska katedrala u Sankt-Peterburgu, Rusija
- Manastir Shio-Mgvime u Mcheti, Gruzija
- Hram Salt Lake u Salt Lake Cityju, Utah

### Sveučilišna obilježja i logotipi organizacija
Nekoliko sveučilišta i studentskih bratstava koristi Svevideće oko u svojim grbovima ili oznakama. Među najistaknutijima su:
- Delta Tau Delta, sa sjedištem u Fishersu, Indiana
- Phi Kappa Psi, sa sjedištem u Indianapolisu, Indiana
- Phi Delta Theta, sa sjedištem u Oxfordu, Ohio
- Delta Kappa Epsilon, sa sjedištem u Ann Arboru, Michigan
- Princetonsko teološko sjemenište u Princetonu, New Jersey
- Sveučilište u Čileu u Santiagu, Čile
- Sveučilište u Mississippiju u Oxfordu, Mississippi